# Iso Aittojärvi (sjö i Kuhmo, Kajanaland)
Iso Aittojärvi är en sjö i kommunen Kuhmo i landskapet Kajanaland i Finland. Den är 8,4 meter djup. Arean är 35 hektar och strandlinjen är 4,3 kilometer lång. Sjön  ingår i Uleälvens huvudavrinningsområde.   Den ligger omkring 66 kilometer öster om Kajana och omkring 510 kilometer norr om Helsingfors. 